# Ойгон-Нуур
Ойгон-Нуур — солёное бессточное озеро. Расположено в Монголии, на территории сомона Тудэвтэй Завханского аймака. Находится на высоте 1664 м (по другим данным — 1664,2 м) над уровнем моря.
Общая площадь поверхности озера составляет 61,3 км², длина — 18,1 км, ширина — 8 км, протяжённость береговой линии — 60,2 км. Максимальная глубина озера — 8 м. Объём воды — 206,9 млн м³. Минерализация — 21,46 г/л, по химическому составу сульфатно-натриевая.
В озеро впадают реки Харганы-Гол, Могойн-Гол, Жарганы-Гол, Жарантайн-Гол, Цоргын-Гол.